# Mitchell Feigenbaum
Mitchell Jay Feigenbaum (Filadelfia, Pensilvania, 19 de diciembre de 1944-Nueva York, 30 de junio de 2019) fue un matemático y físico estadounidense cuyos estudios pioneros en teoría del caos llevaron
al descubrimiento de los números de Feigenbaum.

## Biografía
Descendiente de inmigrantes judíos polacos y ucranianos, inició sus estudios en los institutos Samuel J. Tilden High School (Brooklyn), y City College de Nueva York. Pero ni su temprana escolarización y ni la obtención de una excelente puntuación en los exámenes lograron estimular su apetito por el aprendizaje. En 1964 comenzó su estudios de postgrado en el Instituto Tecnológico de Massachusetts (MIT). Se inscribió en ingeniería eléctrica, aunque posteriormente la dejó de lado por la física. Completó su doctorado en 1970, con una tesis sobre las relaciones de dispersión, bajo la supervisión del profesor Francis E. Low.

## Trabajo
Después de breves estancias en varios centros de investigación —la Universidad de Cornell, el Instituto Politécnico y Universidad Estatal de Virginia—, el Laboratorio Nacional Los Álamos (Nuevo México) le ofreció trabajar en una investigación sobre la turbulencia en los fluidos. A pesar de que el grupo de investigadores fue finalmente incapaz de desarrollar por completo una teoría de los fluidos turbulentos, su propio trabajo de investigación lo llevó a estudiar mapas caóticos.
En matemáticas, algunos aplicaciones con un único parámetro lineal exhiben aparentemente un comportamiento aleatorio conocido como caos, cuando el parámetro se encuentra dentro una región. A medida que el parámetro se acerca hacia esta región, la aplicación sufre una bifurcación a valores precisos del parámetro. En la primera bifurcación hay un punto estable, después una oscilación entre dos valores, después entre cuatro valores y así sucesivamente. En 1975, Feigenbaum, descubrió que la proporción de la diferencia entre los valores en que estos sucesivos períodos de duplicación bifurcación se producen, tiende a un valor constante, aproximadamente de 4.6692... Este trabajo lo llevó a cabo usando los pequeños ordenadores HP-65. Posteriormente, obtuvo una demostración matemática de este hecho y luego puso de manifiesto que con la misma constante matemática, se produce el mismo comportamiento antes del inicio del caos para una amplia clase de funciones matemáticas. Por primera vez, este resultado universal permitió a los matemáticos dar los primeros pasos hacia el entendimiento del comportamiento aparentemente "aleatorio" de los de sistemas caóticos. 
Esta "proporción de convergencia" es conocida como la primera constante de Feigenbaum.
En 1983 fue galardonado por la Fundación MacArthur, y en 1986, con el Premio Wolf en Física. Fue Profesor Toyota de la Universidad Rockefeller desde 1986.